# Мардж Пірсі
Мардж Пірсі (англ. Marge Piercy, нар. 31 березня 1936, Детройт, Мічиган, США) — американська письменниця, поетеса, феміністка та громадська активістка, твори якої увійшли до класики феміністичної літератури та феміністичної наукової фантастики зокрема.

## Життєпис
Народилася 31 березня 1936 року у місті Детройт, Мічиган, США в родині валійця пресвітеріанина Роберта Пірсі та єврейки російсько-литовського походження Берт Берніс Буннін Пірсі. Своїм становленням як поетеси завдячує матері, яка привчила її до спостережливості. Бабуся Мардж виховувала онучку в юдейській вірі та розповідала багато сімейних історій. З боку батькової пресвітерфанської родини зазнавала антисемітизму. Тривала хворобливість у підлітковому віці привчила Мардж до читання. Вона, зокрема, любила сестер Бронте, Дороті Лі Сеєрс, Ернеста Гемінґвея, Волта Вітмена, Карла Маркса та Зигмунда Фройда. Перший вірш написала у п'ятнадцять років.
Після закінчення Середньої школи Макензі (англ. Mackenzie High School) отримала стипендію на навчання у Мічиганському університеті, вигравши премію «Гопвуд» за власні вірші. Здобула магістерський ступінь у Північно-Західному університеті. До кінця 1960-х уже двічі була одружена. У цей період стала палкою поборницею громадських прав та виступала проти війни. Входила, зокрема, до таких рухів, як «Нові ліві» та «Студенти за демократичне суспільство», але завваживши повсюдне домінування чоловіків у цих рухах, перейшла до рухів, які відстоювали права жінок. 1977 року стала учасницею організації «Жіночий інститут за свободу преси» (англ. Women's Institute for Freedom of the Press).
Дебютувала як поетеса 1968 року, випустивши збірку «Розбиваючи табір» (англ. Breaking Camp). Перший роман побачив світ 1969 року та мав назву «Швидко йти на дно» (англ. Going Down Fast).
1982 одружилася з Ірою Вудом і живе з ним у місті Веллфліт, Кейп Код, Массачусетс.

## Поетична творчість
Мардж Пірсі — авторка більш ніж сімнадцяти томів поезії, серед яких «Місяць — завжди жінка» (англ. The Moon is Always Female, 1980, класика феміністичної літератури) та «Мистецтво благословення дня» (англ. The Art of Blessing the Day, 1999). Також написала п'ятнадцять романів, одну п'єсу («Останній білий клас» (англ. The Last White Class) у співавторстві з Ірою Вудом), збірку есеїв («Строкаті кубики для стьобаної ковдри» (англ. Parti-colored Blocks for a Quilt)), одну нехудожню книгу та том мемуарів. До визначної феміністської антології «Сестринство — могутнє» (англ. Sisterhood is Powerful, 1970) ввійшли два твори Пірсі — «Прокляття Грен-Кулі» (англ. The Grand Coolie Damn) та «Пісня качки, якій пиздець» (англ. Song of the fucked duck).
Романи та поезія Пірсі зосереджені на феміністичній та соціальній тематиці. 1993 року науково-фантастичний роман «Скляне тіло» (англ. Body of Glass, у США твір відомий як «Він, вона, воно») приніс авторці Премію Артура Кларка. Події романів «Місто пітьми» (англ. City of Darkness) та «Місто світла» (англ. City of Light) відбуваються в часи Великої французької революції, а у таких романах як «Люди літа» (англ. Summer People) та «Палке бажання жінок» (англ. Longings of Women), описуються події наших днів. Усі книги Пірсі зосереджені на житті та досвідах жінок.
Роман «Жінка на краю часу» (англ. Woman on the Edge of Time, 1976) поєднує розповідь про подорож у часі з питаннями соціальної справедливості, фемінізму та ставлення до людей з психічними розладами. Твір вважається класикою феміністичної літератури та жанру утопії і зображує світ із зруйнованим довкіллям, де домінують мегаполіси з футуристичною версією інтернету. Пірсі також використовує елементи єврейського містицизму та легенду про Голема, але ключовим елементом розповіді є спроби головної героїні повернути опіку над своїм сином.
Розповіді у романах Пірсі ведуться від імені багатьох персонажівок(-ів). Часто авторка використовує оповідь від першої та третьої особи. Зокрема, в історичному романі про Другу світову війну «Пішовши до солдатів» (англ. Gone To Soldiers, 1987) описується життя дев'яти головних персонажів у США, Європі та Азії. Щоденник французької підлітки Жаклін Леві-Монот у романі ведеться від першої особи, але після того, як вона потрапляє у полон до нацистів, оповідь починає вестись від третьої особи.

### Романи
- Going Down Fast, 1969 — «Швидко йти на дно»
- Dance The Eagle To Sleep, 1970 — «Танцюй, поки сокіл не засне»
- Small Changes, 1973 — «Незначні зміни»
- Woman on the Edge of Time, 1976 — «Жінка на краю часу»
- The High Cost of Living, 1978 — «Висока ціна життю»
- Vida, 1980 — «Життя»
- Braided Lives, 1982 — «Плетені життя»
- Fly Away Home, 1985 — «Дім, лети»
- Gone To Soldiers, 1988 — «Пішовши до солдатів»
- Summer People, 1989 — «Люди літа»
- He, She And It (aka Body of Glass), 1991 — «Він, вона, воно»; також відомий як «Скляне тіло»
- The Longings of Women, 1994 — «Палке бажання жінок»
- City of Darkness, City of Light, 1996 — «Місто пітьми, місто світла»
- Storm Tide, 1998 (з Іра Вудом) — «Штормова хвиля»
- Three Women, 1999 — «Три жінки»
- The Third Child, 2003 — «Третя дитина»
- Sex Wars, 2005 — «війна статей»

### Оповідання
- The Cost of Lunch, Etc., 2014 — «Ціна ланчу, тощо»

### Збірки поезії
- Breaking Camp, 1968 — «Розбиваючи табір»
- Hard Loving, 1969 — «Важка любов»
- «Barbie Doll», 1973 — «Лялька Барбі»
- 4-Telling , 1971 — «Передба4ення»
- To Be of Use, 1973 — «Бути корисним»
- Living in the Open, 1976 — «Жити відкрито»
- The Twelve-Spoked Wheel Flashing, 1978 — «Колесо з 12 спицями, що світяться»
- The Moon is Always Female, 1980 — «Місяць — завжди жінка»
- Circles on the Water, Selected Poems, 1982 — «Круги на воді»
- Stone, Paper, Knife, 1983 — «Камінь, папір, ножик»
- My Mother's Body, 1985 — «Тіло матері»
- Available Light, 1988 — «Доступне світло»
- Early Ripening: American Women's Poetry Now (ed.), 1988; 1993 — «Раннє дозрівання: Теперішня поезія американських жінок»
- Mars and her Children, 1992 — «Марс та її діти»
- What are Big Girls Made Of, 1997 — «З чого зроблена велика дівчинка»
- Early Grrrl, 1999 — «Рання дівчина»
- The Art of Blessing the Day: Poems With a Jewish Theme, 1999 — «Мистецтво благословення дня: Вірші на єврейську тематику»
- Colours Passing Through Us, 2003 — «Кольоровий прохід крізь нас»
- The Hunger Moon: New and Selected Poems, 1980—2010, 2012 — «Голод Місяця: Нові вибрані вірші»
- Made in Detroit, 2015 — «Виготовлено в Детройті»

### Інше
- «The Grand Coolie Damn» and «Song of the fucked duck» in Sisterhood is Powerful, 1970 — «Проклятий Грен-Кулі» та «Пісня качки, якій пиздець» у антології «Сестринствос — могутнє»
- The Last White Class, (з Іра Вудом), 1979 — «Останній білий клас»
- Parti-Colored Blocks For a Quilt, (есеї), 1982 — «Строкаті кубики для стьобаної ковдри»
- The Earth Shines Secretly: A book of Days,1990 — «Земля світиться таємно: Книга днів»
- So You Want to Write, (нон-фікшн), 2001 — «Отже, ти хочеш писати»
- Sleeping with Cats, (мемуари), 2002 — «Спати з котами»
- My Life, My Body (Outspoken Authors), (есеї, вірші та мемуари), 2015 — «Моє життя, моє тіло» (Щирі автори)